# Alessio Fiore
Alessio Fiore (ur. 25 grudnia 1982 w Tarencie) – włoski siatkarz, grający na pozycji atakującego. Od sezonu 2020/2021 występuje w drużynie Prisma Volley Taranto.